# Gymnopapuaia conformis
Gymnopapuaia conformis är en tvåvingeart som beskrevs av John Richard Vockeroth 1972. Gymnopapuaia conformis ingår i släktet Gymnopapuaia och familjen husflugor. Inga underarter finns listade i Catalogue of Life.